# Dioscorea pteropoda
Dioscorea pteropoda är en enhjärtbladig växtart som beskrevs av Louis Hyacinthe Boivin och Joseph Marie Henry Alfred Perrier de la Bâthie. Dioscorea pteropoda ingår i släktet Dioscorea och familjen Dioscoreaceae. Inga underarter finns listade i Catalogue of Life.